# Hypocrita celadon
Hypocrita celadon is een beervlinder uit de familie van de spinneruilen (Erebidae). De wetenschappelijke naam van de soort is, als Phalaena celadon, voor het eerst geldig gepubliceerd in 1777 door Pieter Cramer.